# ГЕС Л'Ешаллон
ГЕС Л'Ешаллон (фр. l'Echaillon) — гідроелектростанція на південному сході Франції у середній течії річки Арк (ліва притока Ізеру, який в свою чергу є лівою притокою Рони), що на даній ділянці дренує південно-західний схил Грайських Альп та північно-східний схил Альп Дофіне. Входить до складу каскаду, розташована між ГЕС Saussaz та ГЕС Cheylas.
В 1960-х роках далі на схід спорудили потужне водосховище Lac-du-Mont-Cenis, яке живить верхній ступінь каскаду в долині Арку ГЕС Villarodin. Це дало можливість створити у середній та нижній течії цієї річки каскад нових електростанцій, однією з яких стала l'Echaillon. Забір води до її дериваційного тунелю здійснюється за допомогою греблі, розташованої поблизу містечка Сен-Мартен-де-ла-Порт, яка утворила невеличке водосховище із об'ємом 0,4 млн м3.
Подана через дериваційний тунель вода надходить до розташованого нижче по долині Арку машинного залу, обладнаного двома турбінами потужністю по 60 МВт. При напорі у 166 метрів вони забезпечують виробництво 380 млн кВт-год електроенергії на рік.
Відпрацьована на ГЕС l'Echaillon вода надходить до сховища Longefan, з якого спрямовується на ГЕС Cheylas.